# Serge Meitinger
Serge Meitinger, né en 1951, est agrégé, docteur d’État, professeur de langue et de littérature françaises, modernes et contemporaines à l’université de La Réunion (désormais retraité) ; il a séjourné huit ans à Tananarive où il a enseigné à l’École normale supérieure (1980-1988). 
Spécialiste de Tristan Corbière et de Mallarmé, il a mené de nombreux travaux sur la poésie française moderne, de Baudelaire à nos jours, sur la littérature et la poésie francophones, sur le récit quand il se fait déceptif.  
Meitinger a par ailleurs mené la coordination scientifique de l'édition des Œuvres complètes de Jean-Joseph Rabearivelo (1903-1937), deux volumes parus aux éditions du C.N.R.S. (Paris) en 2010 et 2012. 
Quelques ouvrages : Stéphane Mallarmé (Collection "Portraits littéraires", Hachette, Paris, 1995) ; Océan Indien, Madagascar, La Réunion, Maurice (anthologie de récits de voyages et de fictions, choix et présentation, Omnibus, Paris, 1998) ; Henri Maldiney, une phénoménologie à l’impossible (direction et présentation d’un ouvrage collectif, Le Cercle herméneutique, collection Phéno, Paris, 2002).
Serge Meitinger a publié en 2016 une analyse génétique textuelle de deux poèmes de Jean Albany, poète réunionnais, précédée d’un inventaire du fonds. Cette analyse est la première à s'attacher à la description et à la valorisation du fonds Jean Albany déposé en 1993 à l'Espace Océan Indien de la bibliothèque universitaire du Moufia, à l'université de La Réunion.